# 세루아주

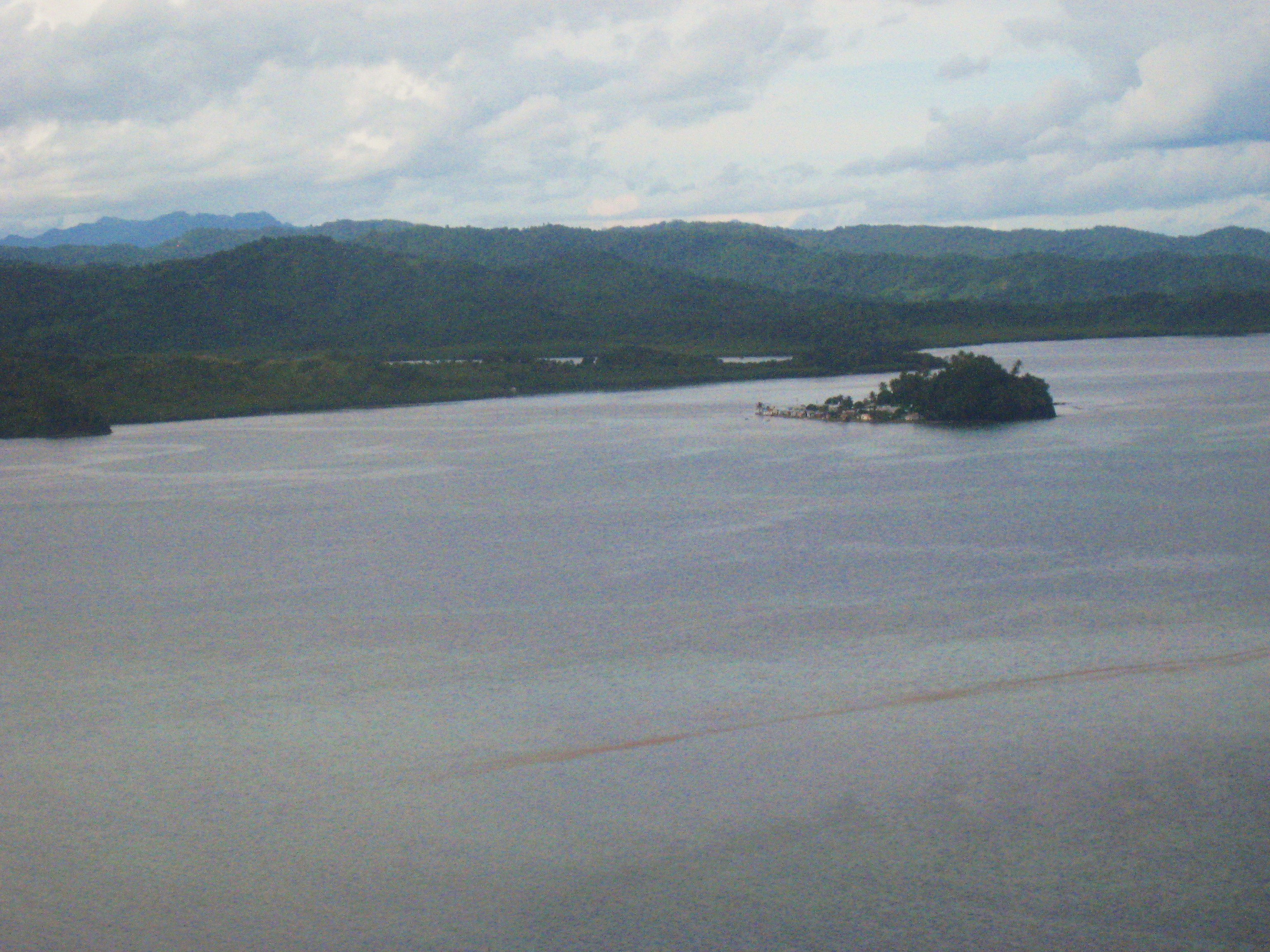

세루아주(Serua Province)는 피지를 구성하는 14개 주 가운데 하나로 면적은 830km2, 인구는 18,249명(2007년 기준)이다. 행정 구역상으로는 중부구에 속한다. 피지에서 가장 큰 섬인 비치레부섬에 위치한 8개 주 가운데 하나로 비치레부섬 최남단에 위치한다. 주 안에는 관광 리조트와 상가가 들어서 있다.